# シェリー・ヘニッヒ
シェリー・ヘニッヒ（Shelley Hennig、1987年1月2日 - ）は、アメリカ合衆国の女優。

## 経歴
アメリカ合衆国ルイジアナ州のデスターハンで生まれる。地元の高校に通い、ダンス大会で多くの賞を受賞している。
2003年11月、ルイジアナ州ラファイエットで開催したミス・ティーンUSAの州大会に出場、ミス・ルイジアナ・ティーンUSAに選出され、翌年の8月、ルイジアナ州代表として本大会に出場、2004年度のミス・ティーンUSAの栄冠に輝いた。ミス・ティーンUSA優勝で奨学金を獲得したため演劇学校ニューヨーク・コンサバトリー・フォー・ドラマティック・アーツに通う。
2007年から2011年までテレビドラマ『デイズ・オブ・アワ・ライブス』に計465話出演、2010年度と2012年度のデイタイム・エミー賞にノミネートされた。2011年から作家L・J・スミスの同名小説に基づくテレビドラマ『シークレット・サークル』にメインキャストの1人として出演。また、
『JUSTIFIED 俺の正義』や『ブルーブラッド 〜NYPD家族の絆〜』などにゲスト出演。2014年からテレビドラマ『Teen Wolf』のシーズン3に準レギュラーとして出演、シーズン4からレギュラーに昇格した。映画では2014年のホラー映画『Ouija』や2015年のホラー映画『Unfriended』などに出演した。

## 出演作品

### 映画
| 公開年 | 邦題 原題                                               | 役名               | 備考          |
| ------ | ------------------------------------------------------- | ------------------ | ------------- |
| 2014   | 呪い襲い殺す Ouija                                      | デビー・ガラルディ |               |
| 2014   | アンフレンデッド Unfriended                             | ブレア・リリー     |               |
| 2017   | ローマンという名の男 -信念の行方- Roman J. Israel, Esq. | オリヴィア・リード |               |
| 2018   | 理想の男になる方法 When We First Met                    | キャリー・グレイ   |               |
| 2018   | アフターパーティー The After Party                      | アリシア           | Netflixで配信 |

### テレビ
| 放映年    | 邦題 原題                                      | 役名                     | 備考                                |
| --------- | ---------------------------------------------- | ------------------------ | ----------------------------------- |
| 2007-2017 | デイズ・オブ・アワ・ライブス Days of Our Lives | ステファニー・ジョンソン | 468エピソード                       |
| 2011-2012 | シークレット・サークル The Secret Circle       | ダイアナ                 | 22エピソード                        |
| 2013      | JUSTIFIED 俺の正義 Justified                   | ジャッキー               | シーズン4 第7話 "決闘"              |
| 2014-2017 | ティーン・ウルフ Teen Wolf                     | マリア・テイト           | 55エピソード                        |
| 2014      | ブルーブラッド 〜NYPD家族の絆〜 Blue Bloods    | マヤ・ローマン           | シーズン4 第16話 "Insult to Injury" |

### ミュージックビデオ
| 発表年 | 楽曲                      | 役名     | アーティスト       |
| ------ | ------------------------- | -------- | ------------------ |
| 2014   | "Gentle On My Mind"       | テイタム | ザ・バンド・ペリー |
| 2017   | "I Could Use a Love Song" | シェリー | マレン・モリス     |